# 斯托羅涅維奇
49°41′43″N 22°54′18″E / 49.69528°N 22.90500°E
斯托羅涅維奇（烏克蘭語：Стороневичі），是烏克蘭西部的村莊，隸屬利維夫州的桑比爾區。該村面積0.46平方公里，海拔高度230米，2015年人口171，人口密度每平方公里439.13人。